# Mezőcsát

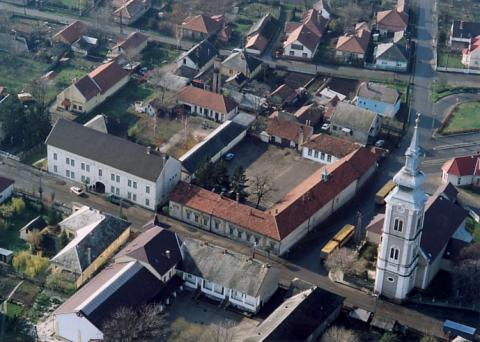
Flygbild över Mezőcsát.

Mezőcsát är en mindre stad i Ungern med 5 676 invånare (2020).